# Pedro Novia de Salcedo
Pedro Manuel Antonio Novia de Salcedo y Castaños (Bilbao, 18 de enero de 1790-Bilbao, 1 de enero de 1865) fue un político español, que centró su carrera en el desarrollo económico del País Vasco y, en particular, del Señorío de Vizcaya.

## Biografía
Contrajo matrimonio con Juana de Ocio y Segura con la que tuvo ocho hijos. Fue autodidacta dado que las circunstancias históricas que le tocaron vivir, especialmente en su juventud,[¿cuál?] impidieron que cursara una carrera universitaria. Pudo, sin embargo, asistir a clases de filosofía en el Convento Imperial de San Francisco, muy reconocido en la época, y ya siendo adulto a unos seminarios de matemáticas en el Consulado de Bilbao.
En 1829, redactó los Estatutos de la Sociedad de Seguros Mutuos de Incendios de Casas de Bilbao. Así mismo, fue autor del reglamento provisional de incendios. Era defensor del sistema foral y se centró en las mejoras en Vizcaya en campos tan diversos como el comercio, la minería, la seguridad ciudadana o las infraestructuras. 
Sus principales objetivos fueron el ferrocarril, la minería y el euskera. Su proyecto de ferrocarril del norte, Bilbao-Valmaseda-Burgos, data de 1832, dos años después de que se inauguró el primer tren del mundo entre Liverpool y Mánchester, ciudades con las que Bilbao mantuvo estrechas relaciones. En lo que a la minería se refiere, su principal aportación fue un reglamento que facilitó la expansión económica de este sector. En relación con el euskera, Novia de Salcedo fue un pionero elaborando un diccionario etimológico de vascuence.
A lo largo de su vida ocupó muchos y variados cargos políticos y administrativos. Fue alcalde de Bilbao y Diputado General de Vizcaya. En 1852 fue proclamado primer Hijo Benemérito del Señorío por las Juntas Generales de Vizcaya, por su dedicación.[cita requerida] En su condición de exdiputado, fue también nombrado Padre de la Provincia.[cita requerida]
En honor de Pedro Novia de Salcedo llevan su nombre una calle en Bilbao y otra en Guecho, varias empresas vizcaínas, la Fundación Novia Salcedo y su Premio Novia Salcedo a la excelencia en la incorporación de los jóvenes en el mundo laboral.

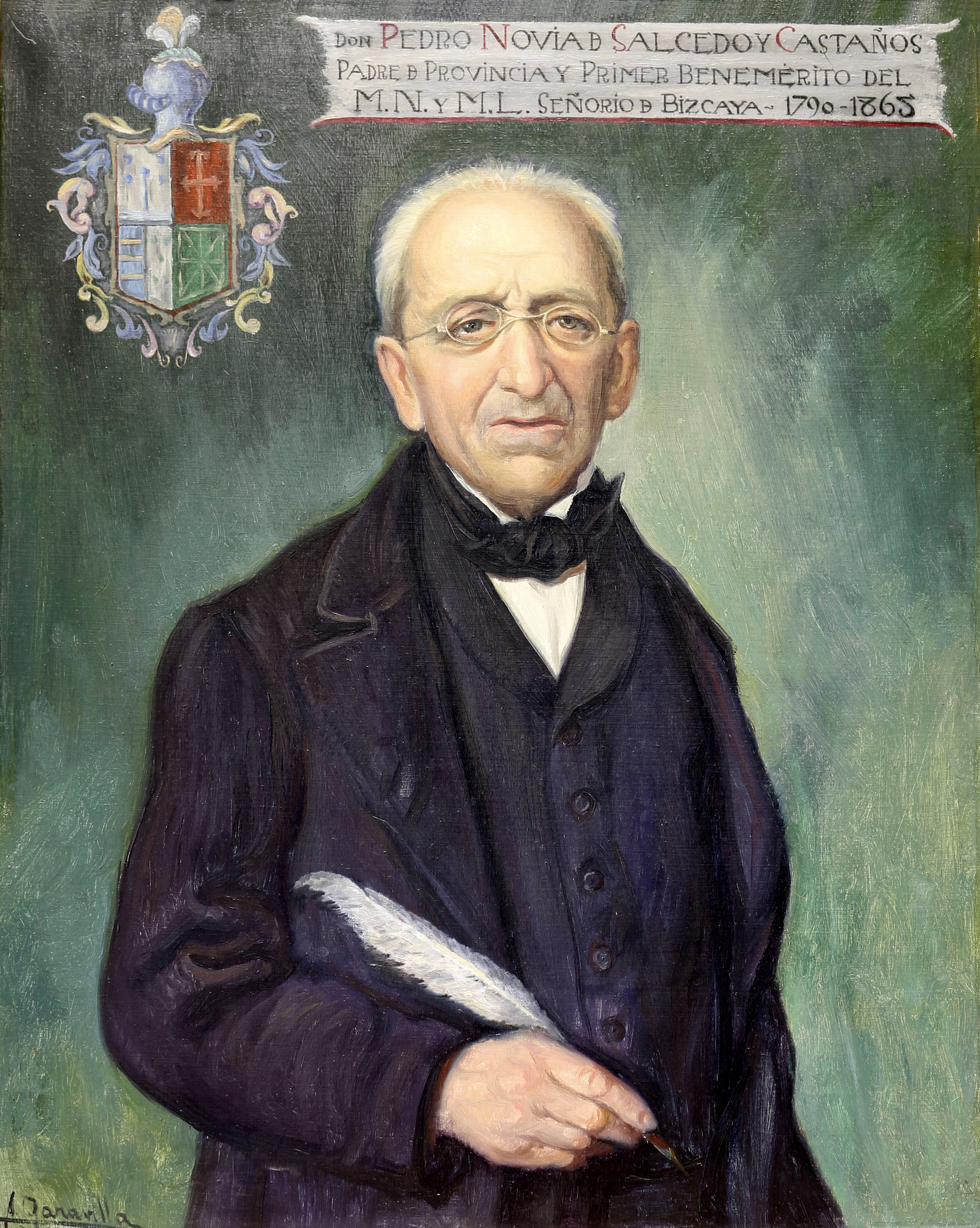
Retrato de Don Pedro Novia de Salcedo y Castaños

## Libros de Pedro Novia de Salcedo
- Defensa histórica, legislativa y económica del Señorío de Vizcaya – y Provincias de Alava y de Guipuzcoa. Librería Delmas e Hijo. Bilbao, 1851.
- Diccionario etimológico del idioma vascongado. Prospecto y cuaderno 1.º. Establecimiento tipográfico de Eusebio López. Tolosa, 1877.